# آرگوس آاس ۴۱۰
آرگوس آاس ۴۱۰ (به آلمانی: Argus As 410) یک موتور پیستونی هواگرد خنک‌شونده با هوا ساخت شرکت آرگوس موتورن در آلمان بود که نخستین بار سال ۱۹۳۷ تولید شد.

## مشخصات فنی
آرگوس آاس ۴۱۰آ:
ویژگی‌ها عمومی
- نوع: موتور چهارزمانه وی معکوس °۶۰
- تعداد سیلندر: ۱۲
  - ۱ سوپاپ هوا و ۱ سوپاپ دود در هر سیلندر
- قطر حفره سیلندر: ۱۰۵ میلی‌متر
- طول حرکت پیستون در سیلندر: ۱۱۵ میلی‌متر
- حجم موتور: ۱۲ لیتر
- طول: ۱٬۵۸۵ میلی‌متر
- عرض: ۶۶۰ میلی‌متر
- ارتفاع: ۹۷۰ میلی‌متر
- وزن:
  - خشک: ۳۱۵ کیلوگرم
  - تَر: ۳۳۶ کیلوگرم
- نسبت وزن به حجم: ۲۶٫۲۵ کیلوگرم بر لیتر

اجزا
- نوع سوخت: ۸۰ اکتان/۸۷ اکتان
- فشار سوخت: ۰٫۲۵ بار
- سامانه روغن: روغنکاری حوضچه خشک
  - یک پمپ روغن پر فشار و یک پمپ روغن کم‌فشار - دو پمپ مَکِش
- نوع روغن: اینتاوا روترینگ - اینتاوا ۱۰۰ - اِیرو شِل متوسط
- فشار روغن: ۱۰–۲٫۵ اتمسفر
- حجم روغن: ۵ لیتر
- گردش روغن: ۱٬۰۰۰ لیتر بر ساعت
- دمای ورودی: °۸۵ سانتی‌گراد
- دمای خروجی: °۱۰۰ سانتی‌گراد
- اتلاف حرارت: ۹٬۵۰۰ کیلوکالری بر ساعت
- خنک‌کاری: هوا

عملکرد
- توان خروجی/مصرف سوخت/مصرف روغن:
  - ۴۶۵ اسب بخار متری (۳۴۲ کیلووات) در ۳٬۱۰۰ دور بر دقیقه (۱ دقیقه) در سطح دریا/۲۹۰ گرم بر اسب بخار ساعت/۱۲ گرم بر اسب بخار ساعت
  - ۳۵۵ اسب بخار متری (۲۶۱ کیلووات) در ۲٬۸۲۰ دور بر دقیقه (۵ دقیقه) در سطح دریا/۲۵۵ گرم بر اسب بخار ساعت/۱۰ گرم بر اسب بخار ساعت
  - ۳۳۰ اسب بخار متری (۲۴۳ کیلووات) در ۲٬۸۲۰ دور بر دقیقه (۳۰ دقیقه) در سطح دریا/۲۳۰ گرم بر اسب بخار ساعت/۸ گرم بر اسب بخار ساعت
  - ۳۱۵ اسب بخار متری (۲۳۲ کیلووات) در ۲٬۸۲۰ دور بر دقیقه (ممتد/پایاسیر) در سطح دریا/۲۰۰ گرم بر اسب بخار ساعت/۷ گرم بر اسب بخار ساعت
- توان خروچی سیلندر: ۳۸٫۷۵ اسب بخار متری (۲۹ کیلووات)
  - نسبت خروچی به حجم: ۳۸٫۷۵ اسب بخار بر لیتر
- نسبت وزن به توان: ۰٫۶۸ کیلوگرم بر اسب بخار
- بار بر پیستون: ۰٫۴۴۷ اسب بخار بر سانتی‌متر مربع
- استارت: الکتریکی و دستی
- ترتیب احتراق: ۱ - ۹ - ۴ - ۱۱ - ۲ - ۷ - ۶ - ۱۰ - ۳ - ۸ - ۵ - ۱۲
- تنظیم زمان احتراق: مکانیکی-هیدرولیکی
- نسبت تراکم: ۱: ۶٫۴
- متوسط فشار مؤثر: ۸ اتمسفر
- حداکثر دمای جداره سیلندر: °۲۶۰ سانتی‌گراد
- دور موتور خلاص: ۳۵۰ دور بر دقیقه
- حداکثر دور موتور: ۳٬۲۰۰ دور بر دقیقه
- ارتفاع دریچه گاز کامل: ۳٬۰۰۰ متر
- سوپرشارژر: ۱: ۸٫۷۳ در ۳٬۰۰۰ متری
- جهت چرخش میل‌لنگ: چپ
- جهت چرخش پیش‌ران: چپ
- گیربکس کاهنده: ۱: ۰٫۶۶
- اتصال به پیش‌ران: میل بیرون‌بند با اتصال هیرت